# バス停より愛をこめて
『バス停より愛をこめて』（バスていよりあいをこめて）は、日本の芸能事務所イトーカンパニー所属俳優らにより製作された14分14秒のショートフィルム。イトーカンパニーの運営する「イトーチューブ」でネット配信されたものであったが、2011年11月には、それら作品を集め「イトーチューブ　Short Movie Collection」として、東京下北沢で上映された。ショートショートフィルムフェスティバル&アジア 2011に出品。

## スタッフ
- 出演 - 斎藤工、弓削智久
- 脚本 - 葛木英
- プロデュース・演出 - 橘康仁（ドリマックス）
- 音楽 - ナガセナイフ
- 演出助手 - 田中智幸
- 編集 - Feng Jenny
- 美術 - アックス
- 技術 - フォーチュン
- サウンドデザイン - 石井宏之（SPOT）
- 企画協力 - ブルーベアハウス
- 製作・著作 - イトーカンパニー